# Canton (Ohio)
Canton és una població dels Estats Units a l'estat d'Ohio. Segons el cens del 2008 tenia 78.362 habitants.

## Demografia
Segons el cens del 2000, Canton tenia 80.806 habitants, 32.489 habitatges, i 19.785 famílies. La densitat de població era de 1.518,2 habitants per km².
Dels 32.489 habitatges en un 30% hi vivien nens de menys de 18 anys, en un 37,1% hi vivien parelles casades, en un 19,1% dones solteres, i en un 39,1% no eren unitats familiars. En el 33% dels habitatges hi vivien persones soles el 12,4% de les quals corresponia a persones de 65 anys o més que vivien soles. El nombre mitjà de persones vivint en cada habitatge era de 2,39 i el nombre mitjà de persones que vivien en cada família era de 3,04.
Per edats la població es repartia de la següent manera: un 26,6% tenia menys de 18 anys, un 9,8% entre 18 i 24, un 29,1% entre 25 i 44, un 20,2% de 45 a 60 i un 14,3% 65 anys o més.
L'edat mediana era de 34 anys. Per cada 100 dones de 18 o més anys hi havia 81,9 homes.
La renda mediana per habitatge era de 28.730 $ i la renda mediana per família de 35.680 $. Els homes tenien una renda mediana de 30.628 $ mentre que les dones 21.581 $. La renda per capita de la població era de 15.544 $. Aproximadament el 15,4% de les famílies i el 19,2% de la població estaven per davall del llindar de pobresa.

## Persones il·lustres
- John Finley Williamson (n. 1886), director de cors i orquestra.

## Poblacions més properes
El següent diagrama mostra les poblacions més properes.